# Alvite (Cabeceiras de Basto)
Alvite ist ein Ort und eine ehemalige Gemeinde (Freguesia) im Norden Portugals.
Alvite gehört zum Kreis Cabeceiras de Basto im Distrikt Braga. Die Gemeinde hatte eine Fläche von 7,6 km² und hat 964 Einwohner (Stand 30. Juni 2011).
Am 29. September 2013 wurden die Gemeinden Alvite und Passos zur neuen Gemeinde União das Freguesias de Alvite e Passos zusammengeschlossen. Alvite ist Sitz dieser neu gebildeten Gemeinde.